# Avratîn, Liubar
Avratîn (în ucraineană Авратин) este localitatea de reședință a comunei Avratîn din raionul Liubar, regiunea Jîtomîr, Ucraina.

## Demografie
Componența lingvistică a localității Avratîn
     Ucraineană (99,51%)
     Alte limbi (0,49%)
Conform recensământului din 2001, majoritatea populației localității Avratîn era vorbitoare de ucraineană (99,51%), existând în minoritate și vorbitori de alte limbi.